# شهرستان آپاران
شهرستان آپاران (ارمنی: Ապարանի շրջան) یکی از سی و هفت شهرستان  در تقسیم‌بندی جمهوری شوروی سوسیالیستی ارمنستان بود. مرکز این شهرستان آپاران بود. طبق سرشماری سال ۱۹۸۷ میلادی جمعیت آن بالغ بر ۱۹٬۹۰۰ تن و مساحت آن ۵۹۱٫۵ کیلومتر مربع بود. 

## مناطق مسکونی
- آراگاتس
- آرایی
- آپنا
- یرنجاتاپ
- تتوجور
- لوساگیوغ
- تساغکاشن
- هارتاوان
- جوراگلوخ
- یغیپاتروش
- کایک
- نیگاوان
- نوراشن
- شناوان
- چکناغ
- واردنیس
- واردنوت
- کوچاک

## نگارخانه

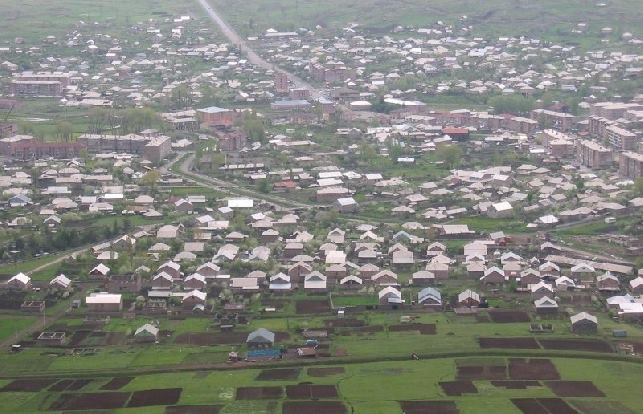
آپاران
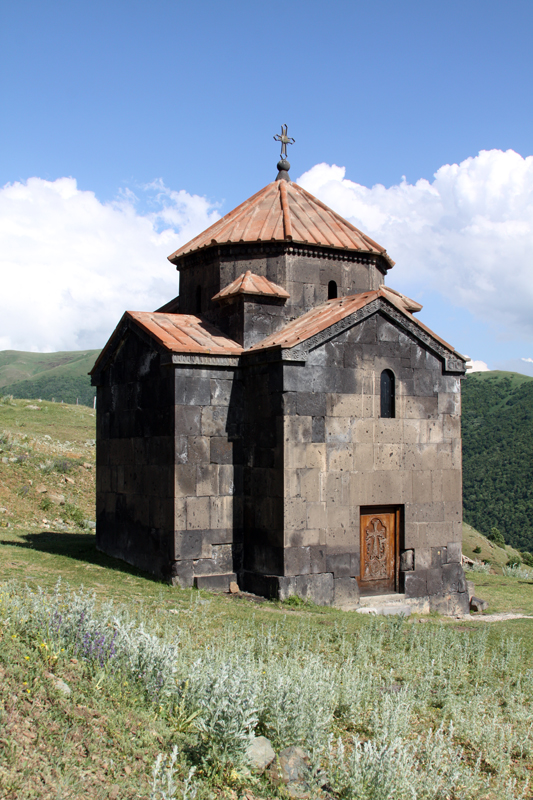
Թուխ Մանուկ եկեղեցի, Լուսագյուղ
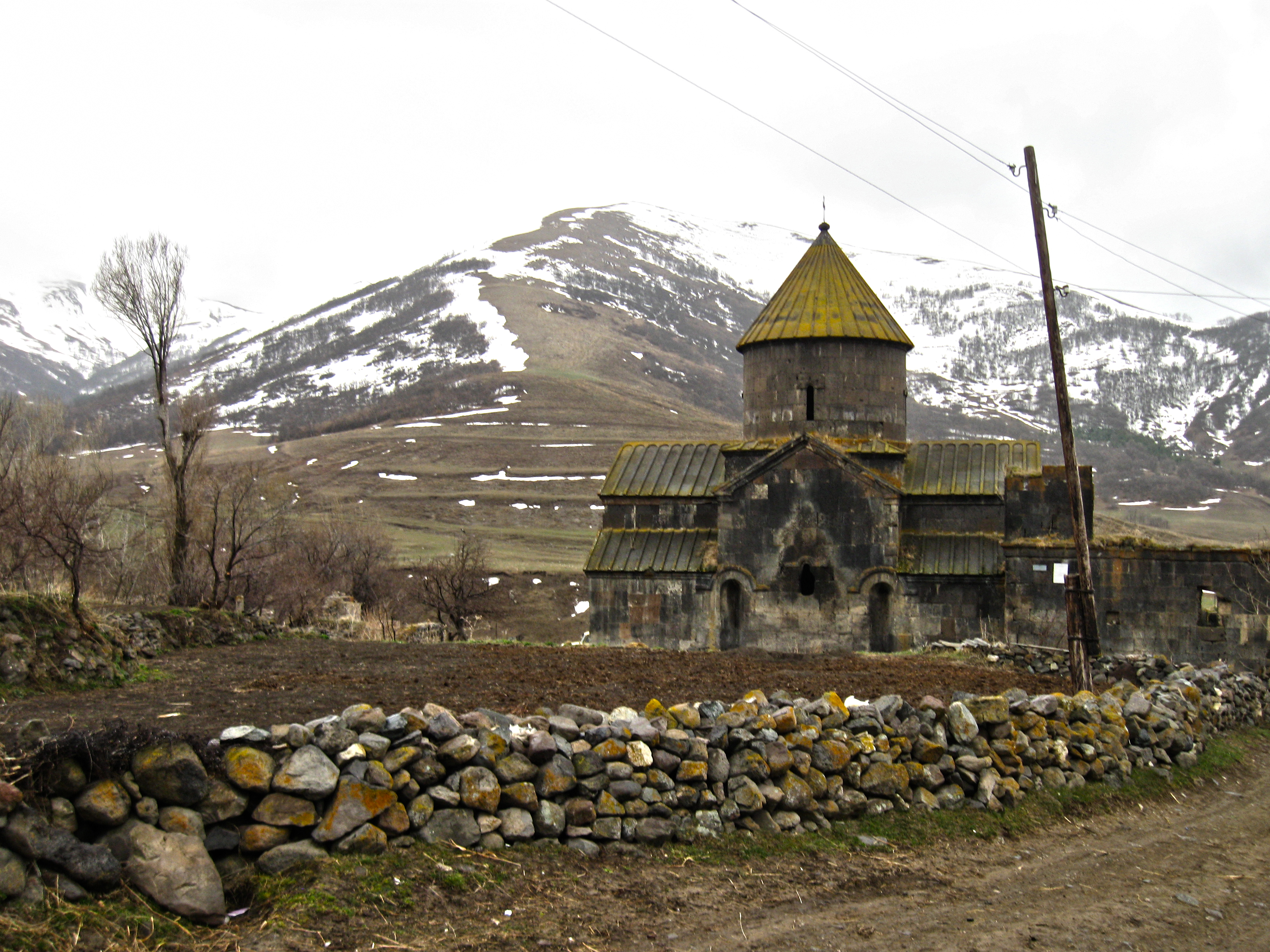
کلیسای یغیپاتروش

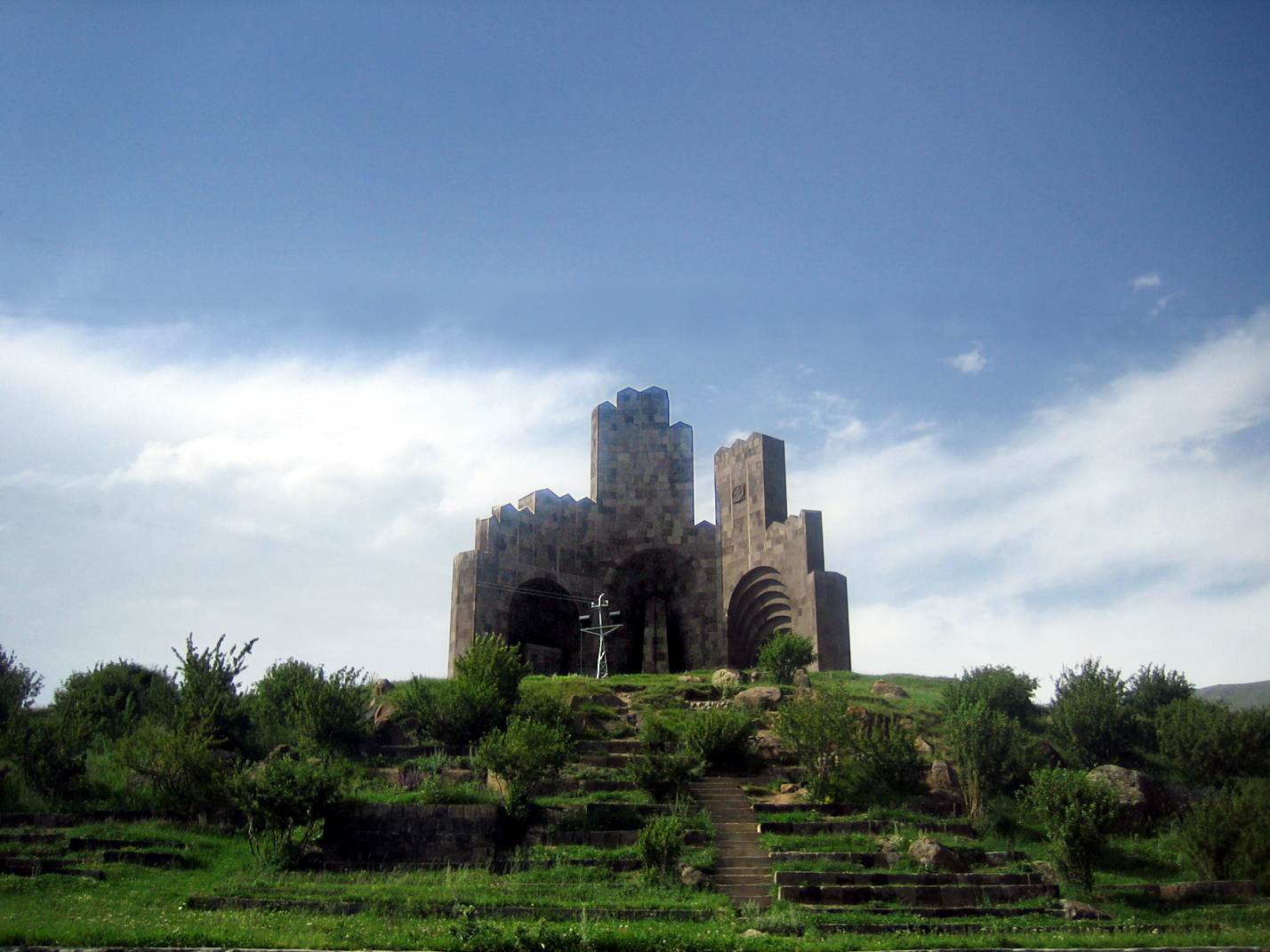
نبرد باش‌آپارانի կոթող
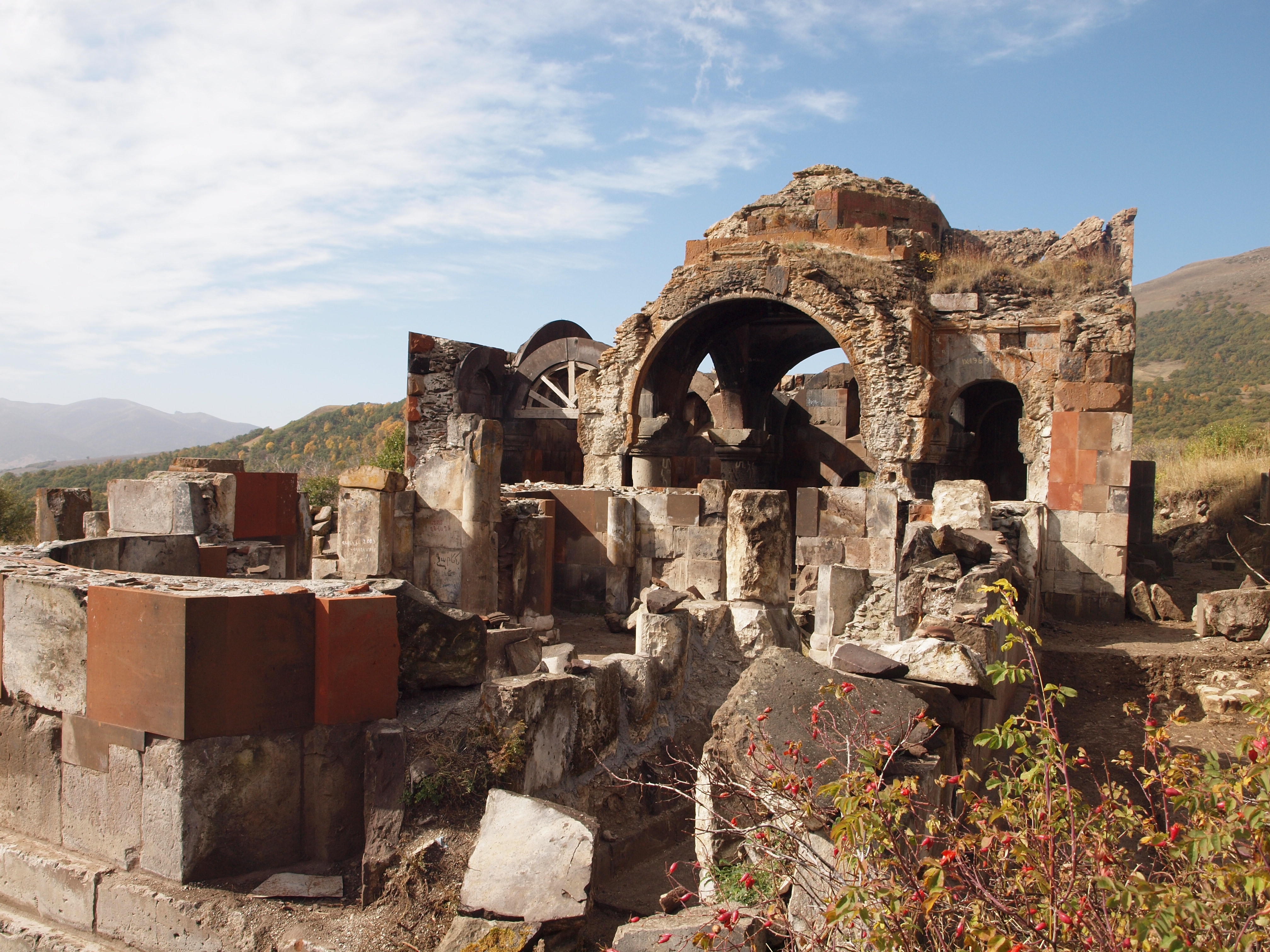
Թեղենյաց վանք
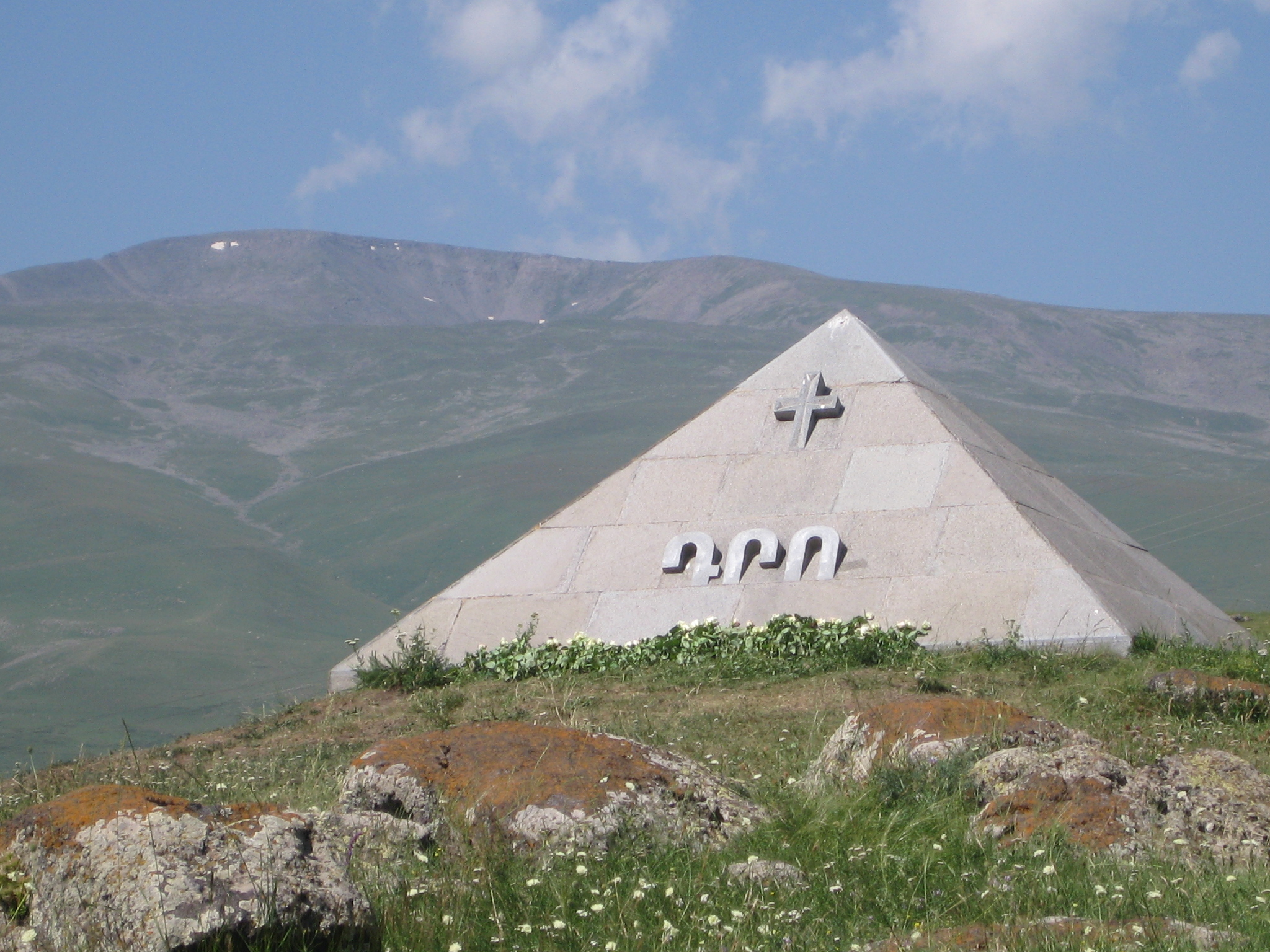
دراستامات کانایانի գերեզման